# Hans Riegel junior
Johannes Peter (Hans) Riegel, född 10 mars 1923 i Bonn, död 15 oktober 2013 i Bonn, var en tysk företagsledare, chef för godistillverkaren Haribo.
År 1946 tog Hans Riegel junior tillsammans med brodern Paul Riegel över familjeföretaget Haribo efter fadern Hans Riegels död. Hans Riegel jr ledde företaget utåt medan Paul Riegel var ansvarig för forskning och produktutveckling. Hans Riegel jr syntes i offentliga sammanhang medan Paul Riegel nästan aldrig visade sig offentligt.